# Nature Nanotechnology
Nature Nanotechnology (abrégé en Nature Nanotech.) est une revue scientifique mensuelle à comité de lecture multidisciplinaire spécialisée dans certains aspects de la recherche à l'interface de la physique, la chimie et la biologie moléculaire concernant les nanosciences et nanotechnologies.
D'après le Journal Citation Reports, le facteur d'impact de ce journal était de 34,048 en 2014. L'actuel directeur de publication est Fabio Pulizzi.